# Lulù l'angelo tra i fiori
Lulù l'angelo tra i fiori (花の子ルンルン?, Hana no ko Lunlun) è una serie televisiva anime del 1979 prodotta dalla Toei Animation e trasmessa dalla TV Asahi nello stesso anno. In Italia è stata trasmessa per la prima volta nel 1981.

## Trama
In un tempo remoto, gli angeli dei fiori vivevano in armonia con gli esseri umani, fino a quando in questi ultimi cominciarono gradualmente a nascere avidità e crudeltà. Ciò spinse gli angeli dei fiori a migrare verso un altro mondo che chiamarono Stella dei Fiori. Una parte della loro eredità rimase comunque in quei terrestri che avevano conosciuto il vero significato dell'amore e della bontà. Al fine di poter far salire al trono il nuovo sovrano della Stella dei Fiori, vengono mandati sulla Terra due spiriti dei fiori, Dundù e Nanà, sotto le sembianze di un cane e un gatto parlanti, per trovare la persona che, discendente degli angeli dei fiori, avrebbe potuto ritrovare il Fiore dei Sette Colori, unico mezzo per poter avviare la successione al trono.
È in Francia che i due folletti incontrano Lulù, una giovane orfana, discendente sia dagli angeli dei fiori che dagli esseri umani, che vive con i suoi nonni proprietari di un negozio di fiori. Il giorno del suo quindicesimo compleanno, Dundù e Nanà chiedono alla ragazza di unirsi a loro nella ricerca del prezioso fiore, svelandole quindi l'esistenza della Stella dei fiori e della sua reale natura. Accettato l'incarico, spinta anche dai suoi premurosi nonni, Lulù riceve in regalo una spilla magica, dono del Re della Stella dei Fiori, grazie alla quale potrà trasformarsi ed indossare gli abiti e le capacità professionali a seconda delle esigenze del momento, il tutto per un determinato periodo di tempo: unico requisito per il funzionamento della spilla floreale è trovare ogni volta un fiore da far riflettere nello specchietto della spilla. Inizia così il lungo viaggio che porterà Lulù e i suoi due compagni a girare per tutta l'Europa e in cui potrà conoscere ed aiutare svariati personaggi che incontrerà sul suo cammino.
Lulù, Dundù e Nanà non sono però gli unici a cercare il Fiore dei Sette Colori; i tre sono infatti continuamente seguiti e perseguitati da una maldestra coppia di furfanti, abitanti della Stella dei Fiori, ma rappresentanti della tribù del Fiore Spinoso: l'egoista fata Togenicia e il suo maldestro servo tanuki Yavoque (un ibrido tra un uomo molto basso e un procione, che si riconosce per la coda striata), i quali vorrebbero il prezioso fiore per poter regnare sulla Stella dei Fiori. Ogni volta che Lulù ed i suoi amici si troveranno ad aiutare qualcuno incappato sulla loro strada, Togenicia e Yavoque faranno di tutto per costringere la ragazza a tornare sulla ricerca del fiore, con lo scopo di rubarglielo non appena lei lo trovi, anche a costo di sbarazzarsi del malcapitato di turno.
Togenicia ha un potere magico che consiste nello scatenare una pericolosissima tromba d'aria denominata "vento del polline", puntando in aria il dito indice, anche se preferirebbe non farne ricorso, dato che, ogni volta che scatena questo vento, il suo viso si riempie di rughe per un'intera giornata, mentre Yavoque, grazie al suo ombrello magico, può trasformarsi nella figura umana (in alcuni casi anche in cane) più adatta a fregare Lulù in quel determinato momento al solo scopo di rimetterla nella pista della ricerca del fiore, anche a costo di crearle una cattiva fama. L'unico limite del tanuki è che durante la trasformazione gli rimane la coda da procione e se questa esce sbadatamente dai pantaloni fa la figura dell'impostore e perde di credibilità, motivo per cui la sua padrona Togenicia se la prende con lui per la sua stupidità e inettitudine. 
I tre protagonisti verranno inoltre aiutati da Celi, un misterioso giovane fotografo che, alla fine di ogni avventura, regala alle persone aiutate da Lulù dei semi di fiore per ricordar loro, attraverso il linguaggio dei fiori, la simbolica lezione imparata.
Giunta a circa metà del suo viaggio, Lulù rompe suo malgrado la spilla floreale, cadendo da un tronco a strapiombo su di una cascata, per salvare la vita di Celi. Svenuta nelle acque del fiume, la ragazza verrà salvata da un "potere misterioso" che le dona una nuova spilla, corrispondente stavolta allo stemma reale della Stella dei Fiori. Se la spilla floreale dovesse perdersi o rompersi, non solo la sua vita sulla Terra finirebbe, ma non sarebbe nemmeno più in grado di tornare sulla Stella dei Fiori.
Verso la fine della storia, dopo rocambolesche avventure per tutta Europa, Lulù sarà costretta ad abbandonare il viaggio per poter tornare dal nonno che viene a sapere essersi ammalato. Al rientro in Francia, la ragazza scopre che ognuna delle persone che era riuscita ad aiutare aveva spedito al suo negozio parte di quei semi di fiore regalati da Celi e che premurosamente i nonni avevano piantato nel loro giardino per farli crescere come segno di ringraziamento e ricordo del posto in cui Lulù era stata. La commozione della ragazza è grande, ma la missione non è stata portata a termine, quindi la ragazza decide di rinunciarci, per poter curare con amore il giardino, dato che il nonno, stanco per il lavoro e l'età non potrà più occuparsene. La rabbia di Togenicia e Yavoque non si fa aspettare: i due furfanti cercano di devastare l'intero giardino con una ruspa, fino a quando il fatidico Fiore dai sette colori sboccia nello stesso giardino immerso fra tanti altri fiori, grazie all'energia dell'affetto di tutte le persone aiutate da Lulù. Nel tentativo d'impossessarsene, Togenicia scatena il solito vento del polline, ma sia lei che Yavoque vengono spazzati via da una luce abbagliante sprigionatasi dallo stesso magico fiore, uscendo così di scena per ricomparire solo alla fine della storia, mentre il giardino distrutto rifiorisce miracolosamente.
Ora Lulù è finalmente pronta per andare sulla Stella dei Fiori a riportare il miracoloso fiore alla famiglia reale e, puntando la spilla floreale verso il Fiore dei Sette Colori, i suoi amici Dundù e Nanà assumono le loro vere sembianze di spiriti alati dei fiori. Giunta nel regno fatato attraverso una carrozza trainata da un cavallo alato, Lulù scoprirà che l'erede al trono della Stella dei Fiori non è altri che lo stesso Celi, il quale chiede a Lulù di sposarlo. La ragazza esita, perché qualora dovesse accettare non potrà più tornare sulla Terra; pur amando il ragazzo si sente troppo legata ai propri nonni, bisognosi di aiuto. Il re allora decide di lasciare il trono al figlio minore: in tal modo Celi, per amore della ragazza, potrà sposare Lulù e vivere sulla Terra con lei, per fare in modo che sempre più persone possano amare i fiori. Gli sconfitti Togenicia e Yavoque, riapparsi entrambi con le ali come tutti gli abitanti della Stella dei Fiori, ritorneranno sulla Terra, laddove la malvagia donna spera di poter diventare regina almeno lì, alla ricerca di nuovi seguaci da poter sfruttare facilmente.

## Sigle
Sigla italiana
"Lulù" interpretata dai Rocking Horse
Sigla di apertura giapponese
"Hana no Ko Lun lun" interpretata da Mitsuko Horie
Sigla di chiusura giapponese
"Onna no kotte" interpretata da Asei Kobayashi

## Personaggi e doppiaggio
Il doppiaggio italiano è stato eseguito presso lo studio CITIEMME Registrazioni sonore sotto la direzione di Isa Barzizza. I dialoghi italiani sono di Franca Milleri.
| Personaggio                       | Voce giapponese  | Voce italiana                                          |
| --------------------------------- | ---------------- | ------------------------------------------------------ |
| Lulù (Lunlun)                     | Mari Okamoto     | Laura Boccanera                                        |
| Celi (Serge Flora)                | Yuu Mizushima    | Massimo Rossi                                          |
| Nanà (Cateau), la gatta           | Fuyumi Shiraishi | Liliana Sorrentino (1ª voce) Rosalinda Galli (2ª voce) |
| Dundù (Nouveau), il cane          | Takuzou Kamiyama | Vittorio Di Prima                                      |
| Togenicia (Togenishia)            | Michie Kita      | Cinzia De Carolis                                      |
| Yavoque (Yaboki), l'uomo procione | Sanji Hase       | Franco Latini                                          |
| Ari                               |                  | Fabio Boccanera                                        |
| Morris e personaggi vari          |                  | Riccardo Rossi                                         |
| Padre di Morris                   |                  | Carlo Cosolo                                           |
| Silvan                            |                  | Sergio Luzi                                            |
| Voce narrante                     | Michie Kita      | Sergio Matteucci                                       |

## Episodi
| Nº | Titolo italiano Giapponese 「Kanji」 - Rōmaji                                           | In onda           | In onda |
| Nº | Titolo italiano Giapponese 「Kanji」 - Rōmaji                                           | Giapponese        |         |
| 1  | Due strani amici 「ふしぎな訪問者」 - fushigina hōmonsha                                | 9 febbraio 1979   |         |
| 2  | Un sogno primaverile 「春の嵐が呼んだ夢」 - haru no arashi ga yon da yume               | 16 febbraio 1979  |         |
| 3  | Il fiore dell'antico castello 「古城に咲く七色の花」 - kojō ni saku nanairo no hana     | 23 febbraio 1979  |         |
| 4  | La regina delle rose 「お姉ちゃんはバラの女王」 - o neechan ha bara no joō              | 2 marzo 1979      |         |
| 5  | Il paese senza fiori 「花のない町」 - hana nonai machi                                  | 9 marzo 1979      |         |
| 6  | Il paese delle vigne 「ぶどう畑のお婆ちゃん」 - budō hatake noo baa chan                | 16 marzo 1979     |         |
| 7  | Il fiore dei Pirenei 「ビレネーに咲く花」 - birene ni saku hana                         | 23 marzo 1979     |         |
| 8  | Il sogno di Pedro 「小さなコロンブスの夢」 - chiisa na koronbusu no yume                | 30 marzo 1979     |         |
| 9  | Il tramonto sull'isola di Maiorca 「マジョルカ島の夕焼け」 - majoruka shima no yūyake   | 6 aprile 1979     |         |
| 10 | Una scatola piena d'amore 「マドリッドの愛の小箱」 - madoriddo no ai no shō hako        | 20 aprile 1979    |         |
| 11 | La corrida 「友情の闘牛士」 - yūjō no tōgyūshi                                          | 27 aprile 1979    |         |
| 12 | La ragazza andalusa 「アンダルシアの少女の願い」 - andarushia no shōjo no negai         | 4 maggio 1979     |         |
| 13 | Una nave carica d'odio 「憎しみを乗せた貨物船」 - nikushimi wo nose ta kamotsusen       | 18 maggio 1979    |         |
| 14 | Nostalgia 「ホームシック特急」 - homushikku tokkyū                                      | 25 maggio 1979    |         |
| 15 | L'eroina della città dei fiori 「花の街のヒロイン」 - hana no machi no hiroin           | 1º giugno 1979    |         |
| 16 | La storia di Cenerentola 「木靴のシンデレラ」 - kigutsu no shinderera                   | 8 giugno 1979     |         |
| 17 | Il ladro di fiori 「風車小屋の花どろぼう」 - fūsha koya no hana dorobō                  | 15 giugno 1979    |         |
| 18 | Un amore incostante 「移り気な恋心」 - utsuri kina koigokoro                            | 22 giugno 1979    |         |
| 19 | Un incontro sul Reno 「ライン河のめぐり逢い」 - rain kawa nomeguri ai                   | 29 giugno 1979    |         |
| 20 | Il vecchio castello sulla collina 「古城の見える丘」 - kojō no mie ru oka               | 6 luglio 1979     |         |
| 21 | Il ragazzaccio di Brema 「ブレーメンのわんぱく坊や」 - buremen nowanpaku bōya           | 13 luglio 1979    |         |
| 22 | Un quadro pieno d'amore 「絵の中のやさしい母」 - e no nakano yasashii haha              | 20 luglio 1979    |         |
| 23 | Il cavaliere fantasma 「幻の白馬の騎士」 - maboroshi no hakuba no kishi                 | 27 luglio 1979    |         |
| 24 | La miracolosa spilla floreale 「奇跡の花の鍵」 - kiseki no hana no kagi                 | 3 agosto 1979     |         |
| 25 | Il lanciatore di coltelli 「ナイフを持った湖畔の少年」 - naifu wo motta kohan no shōnen | 10 agosto 1979    |         |
| 26 | Speranza d'amore 「泥にまみれた愛の涙」 - doro nimamireta ai no namida                  | 17 agosto 1979    |         |
| 27 | L'insegnante 「家庭教師は勉強が苦手」 - kateikyōshi ha benkyō ga nigate                 | 7 settembre 1979  |         |
| 28 | La lettera rubata 「奪われた手紙」 - ubawa reta tegami                                  | 7 settembre 1979  |         |
| 29 | Una gita in dirigibile 「飛行船ただいま漂流中」 - hikōsen tadaima hyōryū naka           | 14 settembre 1979 |         |
| 30 | La giostra di mezzanotte 「真夜中の回転木馬」 - mayonaka no kaitenmokuba                | 21 settembre 1979 |         |
| 31 | Il tesoro dei vichinghi 「ヴァイキングの宝物」 - vaikingu no takaramono                 | 28 settembre 1979 |         |
| 32 | Orsetti in trappola 「罠にかかった子熊」 - wana nikakatta ko kuma                       | 5 ottobre 1979    |         |
| 33 | Un'amica d'infanzia 「白夜の国の幼なじみ」 - byakuya no kuni no yō najimi               | 12 ottobre 1979   |         |
| 34 | I fratelli lapponi 「ラップランドの兄弟」 - rappurando no kyōdai                        | 19 ottobre 1979   |         |
| 35 | La collana rubata 「危険を招くペンダント」 - kiken wo maneku pendanto                   | 26 ottobre 1979   |         |
| 36 | Un incontro coi nonni 「再会の緊急着陸」 - saikai no kinkyū chakuriku                   | 2 novembre 1979   |         |
| 37 | Il dottor Farson 「奇人博士の館」 - kijin hakase no kan                                 | 9 novembre 1979   |         |
| 38 | Il cucciolo smarrito 「拾った子犬」 - hirotta koinu                                     | 16 novembre 1979  |         |
| 39 | Un biglietto per il Marocco 「モロッコへの片道切符」 - morokko heno katamichikippu      | 23 novembre 1979  |         |
| 40 | Una festa in Marocco 「ファンタジアの銃声」 - fantajia no jūsei                         | 30 novembre 1979  |         |
| 41 | L'anello della regina egiziana 「エジプト女王の指輪」 - ejiputo joō no yubiwa           | 7 dicembre 1979   |         |
| 42 | Un fuggiasco in Sicilia 「シチリアの逃亡者」 - shichiria no tōbōsha                     | 14 dicembre 1979  |         |
| 43 | Un tesoro pericoloso 「危険な宝もの」 - kiken na takara mono                            | 21 dicembre 1979  |         |
| 44 | Il piccolo Gino 「花粉風に舞った一枚の写真」 - kafun kaze ni matta ichimai no shashin   | 28 dicembre 1979  |         |
| 45 | Due soldi nella fontana 「トレビの泉の誓い」 - torebi no izumi no chikai                | 4 gennaio 1980    |         |
| 46 | Ritorno a Firenze 「帰れ愛のフィレンツェ」 - kaere ai no firentsue                      | 11 gennaio 1980   |         |
| 47 | La spilla rubata 「盗まれた花の鍵」 - nusuma reta hana no kagi                          | 18 gennaio 1980   |         |
| 48 | Lulu a Sanremo 「サン・レモの慕情のひと」 - san . remo no bojō nohito                   | 25 gennaio 1980   |         |
| 49 | Il fiore dei 7 colori 「虹を招く七色の花」 - niji wo maneku nanairo no hana             | 1º febbraio 1980  |         |
| 50 | Felicità piena di fiori 「花いっぱいの幸せを」 - hana ippaino shiawase wo               | 8 febbraio 1980   |         |

## Film
Poco dopo il termine della trasmissione originale, il 15 marzo 1980 fu distribuito nei cinema giapponesi un cortometraggio intitolato Hana no ko Runrun - Konnichiwa sakura no kuni ("Lulù la figlia dei fiori - Arrividerci, Paese delle Fragole"), della durata di 15 minuti, inedito in Italia.
Invece in Italia fu distribuito nell'estate 1982 un film riassuntivo, intitolato semplicemente Lulù l'angelo tra i fiori e realizzato dalla C.R.C. - Cinematografica Romana Cineproduzioni con estratti degli episodi dell'anime. Lo studio e il cast di doppiaggio italiano sono gli stessi della serie televisiva.

## Altri media
- In concomitanza con la trasmissione italiana del cartone animato, è stata pubblicata dalle Edizioni Panini una raccolta di 240 figurine tratte dai fotogrammi della serie TV.
- Sono state prodotte le bambole di Lulù, Dundù e Nanà, distribuite in Italia dalla Polistil.

## Titoli internazionali
- Flower Angel (Doppiaggio inglese)
- Angel (Doppiaggio americano)
- Ángel, la niña de las flores (Doppiaggio latino-americano)
- Le tour de monde de Lydie (Doppiaggio francese)
- Lulu, la chica de las flores o En busca de la flor magica (Doppiaggio spagnolo)
- Lulu l'angelo tra i fiori (Doppiaggio italiano)
- Lidia in jurul lumii (Doppiaggio rumeno)
- Lili, a virágangyal (Doppiaggio ungherese)
- Lulu, the Flower Girl (Doppiaggio indonesiano)
- Ronron (Doppiaggio filippino)
- Saosan, Al Zahrah Al Jamilah (سوسن، الزهرة الجميلة) (Doppiaggio arabo)
- Lulu i cudowny kwiat (Doppiaggio polacco)